# Křenovice, Přerov
Křenovice là một làng thuộc huyện Přerov, vùng Olomoucký, Cộng hòa Séc.